# Stuart Hameroff

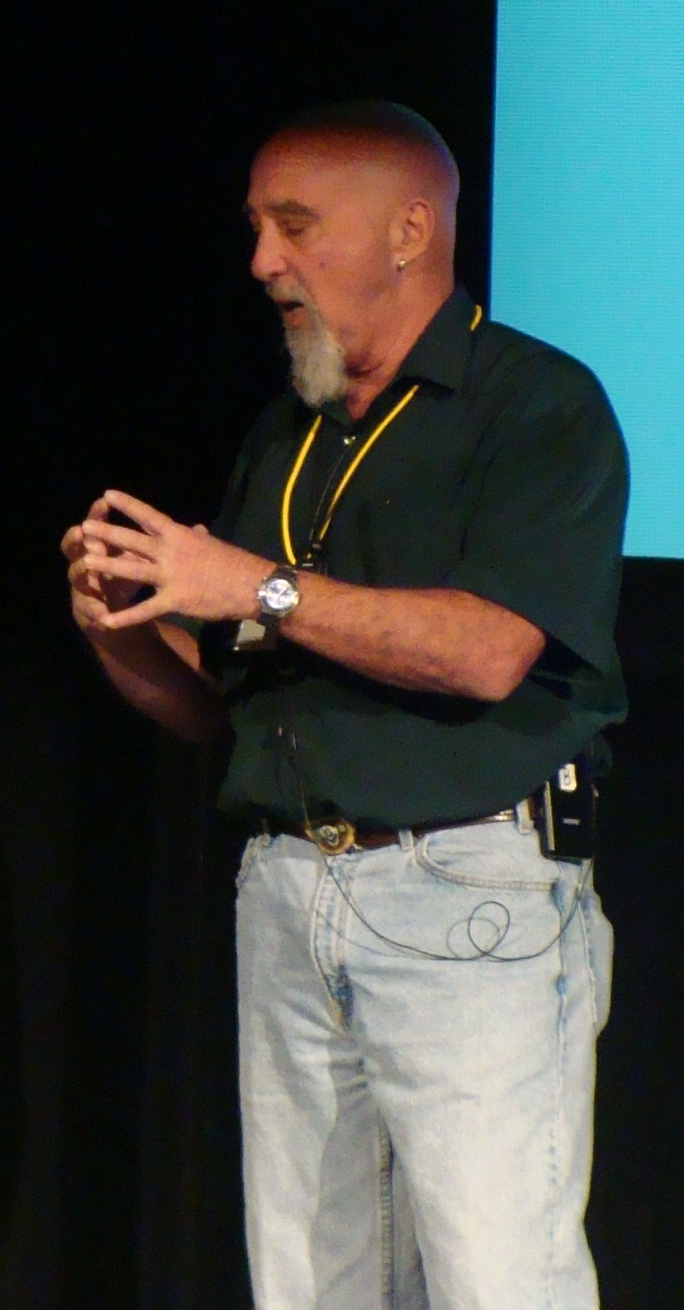
Stuart Hameroff

Stuart Hameroff (Buffalo (New York), 1947) is een Amerikaanse anesthesioloog die onder andere, samen met Roger Penrose, de bewustzijnstheorie Orchestrated Objective Reduction (Orch-OR) ontwikkelde.